# 拉阿蘇利塔

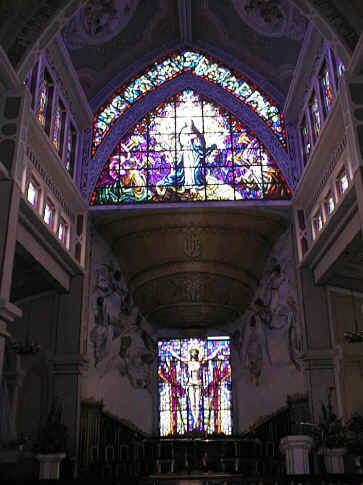

拉阿蘇利塔（西班牙語：La Azulita），是委內瑞拉的城鎮，位於該國西部梅里達州，是安德雷斯貝略市的首府，海拔高度1,135米，始建於1866年2月22日，人口15,621，人口密度每平方公里40.00人。